# Seznam ocenění a nominací seriálu Stranger Things
Toto je seznam ocenění a nominací seriálu Stranger Things. Jedná se o televizní seriál streamovací služby Netflix, jehož tvůrci jsou bratři Matt a Ross Dufferovi. Děj se odehrává ve fiktivním městě Hawkins v Indianě v 80. letech 20. století, v němž se dějí paranormální jevy. První řada seriálu byla zveřejněna dne 15. července 2016, druhá řada byla zveřejněna o rok později, a to dne 27. října 2017. Dne 4. července 2019 se seriál rozrostl o třetí řadu. Čtvrtá řada byla rozdělena do dvou částí –⁠ prvních sedm dílů bylo zveřejněno dne 27. května 2022, zbylé dva díly byly zveřejněny dne 1. července 2022.
Seriál získal uznání kritiků a spoustu ocenění pro režii, herecké výkony, scénáře, vizuální efekty a soundtrack. Seriál Stranger Things byl nominován na spoustu ocenění, včetně 51 nominací na cenu Emmy (12 vítězství), čtyř nominací na Zlatý glóbus, jedné nominace na Televizní cenu Britské akademie, čtyř nominací na cenu Grammy, 11 nominací na Cenu Sdružení filmových a televizních herců (dvě vítězství), čtyř nominací na Critics' Choice Television Awards (jedno vítězství), 13 nominací na cenu Saturn (pět vítězství), dvou nominací na Cenu sdružení amerických producentů (jedno vítězství) a tří nominací na Cenu sdružení amerických scenáristů. První dvě řady byly Americkým filmovým institutem byly zařazeny do žebříčku 10 nejlepších pořadů roku.
Obsazení seriálu získalo tři nominace na Cenu Sdružení filmových a televizních herců za nejlepší obsazení v dramatickém seriálu, přičemž v roce 2017 zvítězili. Millie Bobby Brownová získala nejvíce nominací i cen ze všech herců v seriálu. Brownová, David Harbour a Winona Ryder získali individuální nominace na Cenu Sdružení filmových a televizních herců za jejich výkony v seriálu. Brownová a Harbour získali nominace na cenu Emmy, přičemž Harbour a Ryder byli nominováni na Zlatý glóbus.

## Ocenění a nominace
| Ocenění                                      | Rok  | Kategorie                                                                     | Nominovaný | Výsledek          | Zdroje        |
| -------------------------------------------- | ---- | ----------------------------------------------------------------------------- | --- | ----------------- | ------------- |
| American Cinema Editors Awards               | 2017 | Nejlepší střih v jednohodinovém televizním seriálu v ne-komerční televizi     | Dean Zimmerman (za „Kapitola první: Zmizení Willa Byerse“) | nominace          | [ 13 ]        |
| American Cinema Editors Awards               | 2017 | Nejlepší střih v jednohodinovém televizním seriálu v ne-komerční televizi     | Kevin D. Ross (za „Kapitola sedmá: Vana“) | nominace          | [ 13 ]        |
| American Cinema Editors Awards               | 2018 | Nejlepší střih v ne-komerční televizi (drama)                                 | Kevin D. Ross (za „Kapitola devátá: Brána“) | nominace          | [ 14 ]        |
| American Film Institute Awards               | 2016 | 10 nejlepších pořadů roku                                                     | Stranger Things | vítězství         | [ 15 ]        |
| American Film Institute Awards               | 2017 | 10 nejlepších pořadů roku                                                     | Stranger Things | vítězství         | [ 16 ]        |
| American Music Awards                        | 2022 | Nejoblíbenější soundtrack                                                     | Stranger Things: Soundtrack from the Netflix Series, Season 4 | nominace          | [ 17 ]        |
| Art Directors Guild Awards                   | 2016 | Jednohodinový periodický nebo fantasy televizní seriál – jedno-kamerový       | Chris Trujillo (za „Kapitola první: Zmizení Willa Byerse“, „Kapitola třetí: Šťastné a veselé“ a „Kapitola osmá: Vzhůru nohama“) | nominace          | [ 18 ]        |
| Art Directors Guild Awards                   | 2017 | Jednohodinový periodický nebo fantasy televizní seriál – jedno-kamerový       | Chris Trujillo (za „Kapitola šestá: Špion“, „Kapitola osmá: Ovladač mysli“ a „Kapitola devátá: Brána“) | nominace          | [ 19 ]        |
| Art Directors Guild Awards                   | 2023 | Jednohodinový periodický nebo fantasy televizní seriál – jedno-kamerový       | Chris Trujillo (za „Kapitola sedmá: Masakr v laboratoři“) | nominace          |               |
| Artios Awards                                | 2018 | Televizní pilot a první série (drama)                                         | Carmen Cuba, Tara Feldstein Bennett, Chase Paris, Wittney Horton | nominace          | [ 20 ]        |
| Bram Stoker Awards                           | 2016 | Ocenění za scénář                                                             | Bratři Dufferovi (za „Kapitola první: Zmizení Willa Byerse“) | nominace          | [ 21 ]        |
| Bram Stoker Awards                           | 2016 | Ocenění za scénář                                                             | Bratři Dufferovi (za „Kapitola osmá: Vzhůru nohama“) | nominace          | [ 21 ]        |
| Bram Stoker Awards                           | 2017 | Ocenění za scénář                                                             | Bratři Dufferovi (za „Kapitola první: MADMAX“) | nominace          | [ 22 ]        |
| British Academy Games Awards                 | 2018 | Mobilní hra                                                                   | BonusXP, Inc. (za Stranger Things: The Game) | nominace          | [ 23 ]        |
| Cinema Audio Society Awards                  | 2017 | Nejlepší zvuk pro televizní seriál – hodinový                                 | Chris Durfy, Joe Barnett, Adam Jenkins, Judah Getz, John Guentner (za „Kapitola sedmá: Vana“) | nominace          | [ 24 ]        |
| Cinema Audio Society Awards                  | 2018 | Nejlepší zvuk pro televizní seriál – hodinový                                 | Michael P. Clark, Joe Barnett, Adam Jenkins, Bill Higley, Anthony Zeller (za „Kapitola sedmá: Vana“) | nominace          | [ 25 ]        |
| Cinema Audio Society Awards                  | 2020 | Nejlepší zvuk pro televizní seriál – hodinový                                 | Michael Rayle, Mark Paterson, William Files, Hector Carlos Ramirez, Bill Higley, Peter Persuad (za „Kapitola osmá: Bitva u Starcourtu“) | nominace          | [ 26 ]        |
| Costume Designers Guild Awards               | 2017 | Nejlepší periodický televizní seriál                                          | Kimberly Adams, Malgosia Turzanska | nominace          | [ 27 ]        |
| Costume Designers Guild Awards               | 2018 | Dokonalost v periodické televizi                                              | Kim Wilcox | nominace          | [ 28 ]        |
| Critics' Choice Super Awards                 | 2023 | Nejlepší sc-fi/fantasy seriál                                                 | Stranger Things | vítězství         | [ 29 ]        |
| Critics' Choice Super Awards                 | 2023 | Nejlepší padouch v seriálu                                                    | Jamie Campbell Bower | nominace          | [ 29 ]        |
| Critics' Choice Television Awards            | 2016 | Nejlepší dramatický seriál                                                    | Stranger Things | nominace          | [ 30 ] [ 31 ] |
| Critics' Choice Television Awards            | 2016 | Seriál, který stojí za to sledovat                                            | Stranger Things | nominace          | [ 30 ] [ 31 ] |
| Critics' Choice Television Awards            | 2018 | Nejlepší dramatický seriál                                                    | Stranger Things | nominace          | [ 32 ]        |
| Critics' Choice Television Awards            | 2018 | Nejlepší herec ve vedlejší roli v dramatickém seriálu                         | David Harbour | vítězství         | [ 32 ]        |
| Directors Guild of America Awards            | 2017 | Nejlepší režie (drama)                                                        | Bratři Dufferovi (za „Kapitola první: Zmizení Willa Byerse“) | nominace          | [ 33 ]        |
| Directors Guild of America Awards            | 2018 | Nejlepší režie (drama)                                                        | Bratři Dufferovi (za „Kapitola devátá: Brána“) | nominace          | [ 34 ]        |
| Dorian Awards                                | 2016 | Televizní drama roku                                                          | Stranger Things | nominace          | [ 35 ]        |
| Dorian Awards                                | 2016 | Výkon roku – herečka                                                          | Winona Ryder | nominace          | [ 35 ]        |
| Dragon Awards                                | 2017 | Nejlepší sci-fi nebo fantasy seriál                                           | Stranger Things | vítězství         | [ 36 ]        |
| Dragon Awards                                | 2022 | Nejlepší sci-fi nebo fantasy seriál                                           | Stranger Things | vítězství         | [ 37 ]        |
| Cena Emmy                                    | 2017 | Nejlepší dramatický seriál                                                    | Bratři Dufferovi, Dan Cohen, Shawn Levy, Iain Paterson | nominace          | [ 38 ]        |
| Cena Emmy                                    | 2017 | Nejlepší herec ve vedlejší roli (drama)                                       | David Harbour (za „Kapitola osmá: Vzhůru nohama“) | nominace          | [ 38 ]        |
| Cena Emmy                                    | 2017 | Nejlepší herečka ve vedlejší roli (drama)                                     | Millie Bobby Brownová (za „Kapitola sedmá: Vana“) | nominace          | [ 38 ]        |
| Cena Emmy                                    | 2017 | Nejlepší režie dramatického seriálu                                           | Bratři Dufferovi (za „Kapitola první: Zmizení Willa Byerse“) | nominace          | [ 38 ]        |
| Cena Emmy                                    | 2017 | Nejlepší scénář pro dramatický seriál                                         | Bratři Dufferovi (za „Kapitola první: Zmizení Willa Byerse“) | nominace          | [ 38 ]        |
| Cena Emmy                                    | 2018 | Nejlepší dramatický seriál                                                    | Bratři Dufferovi, Dan Cohen, Shawn Levy, Iain Paterson, Rand Geiger, Justin Doble | nominace          | [ 39 ]        |
| Cena Emmy                                    | 2018 | Nejlepší herec ve vedlejší roli (drama)                                       | David Harbour (za „Kapitola čtvrtá: Mudrc Will“) | nominace          | [ 39 ]        |
| Cena Emmy                                    | 2018 | Nejlepší herečka ve vedlejší roli (drama)                                     | Millie Bobby Brownová (za „Kapitola sedmá: Vana“) | nominace          | [ 39 ]        |
| Cena Emmy                                    | 2018 | Nejlepší režie dramatického seriálu                                           | Bratři Dufferovi (za „Kapitola devátá: Brána“) | nominace          | [ 39 ]        |
| Cena Emmy                                    | 2018 | Nejlepší scénář pro dramatický seriál                                         | Bratři Dufferovi, Ross Duffer, Dan Cohen, Shawn Levy, Iain Paterson, Rand Geiger (za „Kapitola devátá: Brána“) | nominace          | [ 39 ]        |
| Cena Emmy                                    | 2020 | Nejlepší dramatický seriál                                                    | Bratři Dufferovi, Dan Cohen, Shawn Levy, Iain Paterson, Rand Geiger, Justin Doble | nominace          | [ 40 ]        |
| Cena Emmy                                    | 2022 | Nejlepší dramatický seriál                                                    | Bratři Dufferovi, Dan Cohen, Shawn Levy, Iain Paterson, Rand Geiger, Justin Doble | nominace          | [ 41 ]        |
| Empire Awards                                | 2017 | Nejlepší televizní seriál                                                     | Stranger Things | nominace          | [ 42 ]        |
| Empire Awards                                | 2018 | Nejlepší herečka v televizním seriálu                                         | Millie Bobby Brownová | nominace          |               |
| Empire Awards                                | 2018 | Nejlepší televizní seriál                                                     | Stranger Things | nominace          |               |
| Fangoria Chainsaw Awards                     | 2017 | Nejlepší televizní seriál                                                     | Stranger Things | vítězství         |               |
| Fangoria Chainsaw Awards                     | 2017 | Nejlepší ženský herecký výkon v televizním seriálu                            | Millie Bobby Brownová | vítězství         |               |
| Fangoria Chainsaw Awards                     | 2017 | Nejlepší mužský herecký výkon ve vedlejší roli v televizním seriálu           | David Harbour | nominace          |               |
| Fangoria Chainsaw Awards                     | 2017 | Nejlepší ženský herecký výkon ve vedlejší roli v televizním seriálu           | Winona Ryder | vítězství         |               |
| Gold Derby Awards                            | 2017 | Nejlepší dramatický seriál                                                    | Stranger Things | vítězství         | [ 43 ]        |
| Gold Derby Awards                            | 2017 | Průlomový výkon roku                                                          | Millie Bobby Brownová | vítězství         | [ 43 ]        |
| Gold Derby Awards                            | 2017 | Nejlepší ženský herecký výkon ve vedlejší roli (drama)                        | Millie Bobby Brownová | nominace          | [ 43 ]        |
| Gold Derby Awards                            | 2017 | Nejlepší ženský herecký výkon ve vedlejší roli (drama)                        | Winona Ryder | nominace          | [ 43 ]        |
| Gold Derby Awards                            | 2017 | Nejlepší mužský herecký výkon ve vedlejší roli (drama)                        | David Harbour | nominace          | [ 43 ]        |
| Gold Derby Awards                            | 2017 | Nejlepší díl (drama)                                                          | „Kapitola sedmá: Vana“ | nominace          | [ 43 ]        |
| Gold Derby Awards                            | 2017 | Nejlepší díl (drama)                                                          | „Kapitola osmá: Vzhůru nohama“ | nominace          | [ 43 ]        |
| Gold Derby Awards                            | 2018 | Nejlepší dramatický seriál                                                    | Stranger Things | nominace          | [ 44 ] [ 45 ] |
| Gold Derby Awards                            | 2018 | Nejlepší ženský herecký výkon ve vedlejší roli (drama)                        | Millie Bobby Brownová | nominace          | [ 44 ] [ 45 ] |
| Gold Derby Awards                            | 2018 | Nejlepší mužský herecký výkon ve vedlejší roli (drama)                        | David Harbour | vítězství         | [ 44 ] [ 45 ] |
| Gold Derby Awards                            | 2018 | Nejlepší mužský herecký výkon ve vedlejší roli (drama)                        | Noah Schnapp | nominace          | [ 44 ] [ 45 ] |
| Gold Derby Awards                            | 2018 | Průlomový výkon roku                                                          | Noah Schnapp | nominace          | [ 44 ] [ 45 ] |
| Gold Derby Awards                            | 2018 | Nejlepší díl (drama)                                                          | „Kapitola devátá: Brána“ | nominace          | [ 44 ] [ 45 ] |
| Gold Derby Awards                            | 2022 | Nejlepší dramatický seriál                                                    | Stranger Things | nominace          | [ 46 ]        |
| Gold Derby Awards                            | 2022 | Nejlepší ženský herecký výkon ve vedlejší roli (drama)                        | Sadie Sink | nominace          | [ 46 ]        |
| Gold Derby Awards                            | 2022 | Nejlepší mužský herecký výkon ve vedlejší roli (drama)                        | David Harbour | nominace          | [ 46 ]        |
| Gold Derby Awards                            | 2022 | Nejlepší mužský herecký výkon v hostující roli (drama)                        | Robert Englund | nominace          | [ 46 ]        |
| Gold Derby Awards                            | 2022 | Nejlepší díl (drama)                                                          | „Kapitola čtvrtá: Drahý Billy“ | nominace          | [ 46 ]        |
| Gold Derby Awards                            | 2022 | Obsazení roku                                                                 | Stranger Things | nominace          | [ 46 ]        |
| Golden Reel Awards                           | 2017 | Nejlepší zvuk: televizní krátká forma – hudba                                 | David Klotz (za „Kapitola třetí: Šťastné a veselé“) | vítězství         | [ 47 ]        |
| Golden Reel Awards                           | 2017 | Nejlepší zvuk: televizní krátká forma – FX/Foley                              | Jacob McNaughton (za „Kapitola osmá: Vzhůru nohama“) | nominace          | [ 47 ]        |
| Golden Reel Awards                           | 2018 | Nejlepší zvuk: televizní krátká forma – Dialog/ADR                            | Bradley North, Tiffany Griffith (za „Kapitola osmá: Ovladač mysli“) | nominace          |               |
| Golden Reel Awards                           | 2018 | Nejlepší zvuk: televizní krátká forma – FX/Foley                              | Bradley North, Craig Hennigan, Jordan Wilby, Antony Zeller, Zane D. Bruce, Lindsay Pepper (za „Kapitola osmá: Ovladač mysli“) | nominace          |               |
| Golden Reel Awards                           | 2018 | Nejlepší zvuk: televizní krátká forma – hudba                                 | David Klotz (za „Kapitola osmá: Ovladač mysli“) | vítězství         |               |
| Golden Reel Awards                           | 2023 | Nejlepší zvuk – Dialog/ADR                                                    | William Files, Craig Henighan, Ryan Cole, Korey Pereira, Jill Purdy, David Butler, Polly McKinnon, Rob Chen (za „Kapitola sedmá: Masakr v laboratoři“) | nominace          | [ 48 ]        |
| Golden Reel Awards                           | 2023 | Nejlepší zvuk – FX/Foley                                                      | William Files, Craig Henighan, Angelo Palazzo, Ken McGill, Katie Halliday, Lee Gilmore, David Grimaldi, Chris Bonis, Steve Baine (za „Kapitola sedmá: Masakr v laboratoři“) | vítězství         | [ 48 ]        |
| Golden Reel Awards                           | 2023 | Nejlepší hudba – Dialog                                                       | Lena Glikson, David Klotz (za „Kapitola devátá: Hon na Vecnu“) | vítězství         | [ 48 ]        |
| Golden Tomato Awards                         | 2016 | Nejlépe hodnocený nový televizní pořad                                        | Stranger Things | 8. místo          |               |
| Golden Tomato Awards                         | 2016 | Nejlépe hodnocený televizní seriál (sci-fi/fantasy/horor)                     | Stranger Things | 3. místo          |               |
| Golden Tomato Awards                         | 2017 | Nejlépe hodnocený vracející se televizní seriál                               | Stranger Things | 2. místo          |               |
| Golden Tomato Awards                         | 2017 | Nejlépe hodnocený televizní seriál (sci-fi/fantasy/horor)                     | Stranger Things | vítězství         |               |
| Golden Tomato Awards                         | 2019 | Nejlépe hodnocený televizní seriál (sci-fi/fantasy)                           | Stranger Things | 2. místo          |               |
| Golden Trailer Awards                        | 2017 | Nejlepší fantasy dobrodružství (televizní reklama, trailer, upoutávka)        | „Stranger“ | vítězství         |               |
| Golden Trailer Awards                        | 2017 | Nejlepší zvuk (televizní reklama, trailer, upoutávka)                         | „Stranger“ | nominace          |               |
| Golden Trailer Awards                        | 2018 | Nejlepší fantasy dobrodružství (televizní reklama, trailer, upoutávka)        | „Darkness“ | vítězství         |               |
| Golden Trailer Awards                        | 2018 | Nejlepší hudba (televizní reklama, trailer, upoutávka)                        | „Darkness“ | vítězství         |               |
| Golden Trailer Awards                        | 2018 | Nejlepší zvuk (televizní reklama, trailer, upoutávka)                         | „Darkness“ | vítězství         |               |
| Cena Grammy                                  | 2017 | Nejlepší soundtrack pro streamingové médium                                   | Stranger Things Vol. 1 | nominace          |               |
| Cena Grammy                                  | 2017 | Nejlepší soundtrack pro streamingové médium                                   | Stranger Things Vol. 2 | nominace          |               |
| Cena Grammy                                  | 2019 | Nejlepší kompilační soundtrack pro streamingové médium                        | Stranger Things: Music from the Netflix Original Series | nominace          |               |
| Cena Grammy                                  | 2023 | Nejlepší kompilační soundtrack pro streamingové médium                        | Stranger Things 4, Vol. 2 | nominace          | [ 49 ]        |
| Guild of Music Supervisors Awards            | 2017 | Nejlepší hudební supervize v televizním dramatu                               | Nora Felder | vítězství         |               |
| Guild of Music Supervisors Awards            | 2018 | Nejlepší hudební supervize v televizní upoutávce                              | Bobby Gumm, Michael Paquette | vítězství         |               |
| Hollywood Critics Association TV Awards      | 2022 | Nejlepší streamovaný seriál (drama)                                           | Stranger Things | nominace          | [ 50 ] [ 51 ] |
| Hollywood Critics Association TV Awards      | 2022 | Nejlepší herečka ve streamovaném seriálu (drama)                              | Winona Ryder | nominace          | [ 50 ] [ 51 ] |
| Hollywood Critics Association TV Awards      | 2022 | Nejlepší herec ve vedlejší roli ve streamovaném seriálu (drama)               | Joe Keery | nominace          | [ 50 ] [ 51 ] |
| Hollywood Critics Association TV Awards      | 2022 | Nejlepší herečka ve vedlejší roli ve streamovaném seriálu (drama)             | Millie Bobby Brownová | nominace          | [ 50 ] [ 51 ] |
| Hollywood Critics Association TV Awards      | 2022 | Nejlepší herečka ve vedlejší roli ve streamovaném seriálu (drama)             | Maya Hawkeová | nominace          | [ 50 ] [ 51 ] |
| Hollywood Critics Association TV Awards      | 2022 | Nejlepší herečka ve vedlejší roli ve streamovaném seriálu (drama)             | Sadie Sink | vítězství         | [ 50 ] [ 51 ] |
| Hollywood Critics Association TV Awards      | 2022 | Nejlepší režie ve streamovaném seriálu (drama)                                | Bratři Dufferovi (za „Kapitola sedmá: Masakr v laboratoři“) | nominace          | [ 50 ] [ 51 ] |
| Hollywood Critics Association TV Awards      | 2022 | Nejlepší režie ve streamovaném seriálu (drama)                                | Shawn Levy (za „Kapitola čtvrtá: Drahý Billy“) | nominace          | [ 50 ] [ 51 ] |
| Hollywood Critics Association TV Awards      | 2022 | Nejlepší scénář ve streamovaném seriálu (drama)                               | Bratři Dufferovi (za „Kapitola sedmá: Masakr v laboratoři“) | nominace          | [ 50 ] [ 51 ] |
| Hollywood Music in Media Awards              | 2016 | Nejlepší titulky – televizní show/digitálně streamovaný seriál                | Kyle Dixon, Michael Stein | nominace          | [ 52 ] [ 53 ] |
| Hollywood Music in Media Awards              | 2016 | Nejlepší původní skóre – televizní seriál, miniseriál                         | Kyle Dixon, Michael Stein | nominace          | [ 52 ] [ 53 ] |
| Hollywood Music in Media Awards              | 2016 | Nejlepší hudební supervize – televize                                         | Nora Felder | vítězství         | [ 52 ] [ 53 ] |
| Hollywood Music in Media Awards              | 2022 | Nejlepší hudební supervize – televize                                         | Nora Felder | vítězství         | [ 54 ]        |
| Hollywood Post Alliance                      | 2017 | Nejlepší editace – televize                                                   | Dean Zimmerman (za „Kapitola první: Zmizení Willa Byerse“) | vítězství         | [ 55 ]        |
| Hollywood Post Alliance                      | 2017 | Nejlepší zvuk – televize                                                      | Craig Henigham, Joe Barnett, Adam Jenkins, Jordan Wilby, Tiffany Griffith (za „Kapitola osmá: Vzhůru nohama“) | vítězství         | [ 55 ]        |
| Cena Hugo                                    | 2017 | Nejlepší dramatické představení, dlouhé                                       | Bratři Dufferovi (za první řadu) | nominace          |               |
| Cena Hugo                                    | 2023 | Nejlepší dramatické představení, krátké                                       | Bratři Dufferovi, Paul Dichter, Shawn Levy (za „Kapitola čtvrtá: Drahý Billy“) | dosud nevyhlášeno | [ 56 ]        |
| ICG Publicists Guild Awards                  | 2018 | Cena Maxwella Weinberga za showmanství – televize                             | Denise Godoy | vítězství         |               |
| IFMCA Awards                                 | 2016 | Nejlepší originální skóre pro televizní seriál                                | Kyle Dixon, Michael Stein | nominace          |               |
| IGN Awards                                   | 2016 | Nejlepší televizní seriál                                                     | Stranger Things | nominace          |               |
| IGN Awards                                   | 2016 | Nejlepší nový seriál                                                          | Stranger Things | nominace          |               |
| IGN Awards                                   | 2016 | Nejlepší streamovaný seriál                                                   | Stranger Things | nominace          |               |
| IGN Awards                                   | 2017 | Nejlepší akční seriál                                                         | Stranger Things | vítězství         |               |
| IGN Awards                                   | 2017 | Nejlepší dramatický výkon v televizi                                          | Millie Bobby Brownová | nominace          |               |
| IGN Awards                                   | 2017 | Nejlepší televizní epizoda                                                    | „Kapitola devátá: Brána“ | nominace          |               |
| IGN People's Choice Awards                   | 2016 | Nejlepší televizní seriál                                                     | Stranger Things | nominace          |               |
| IGN People's Choice Awards                   | 2016 | Nejlepší nový seriál                                                          | Stranger Things | nominace          |               |
| IGN People's Choice Awards                   | 2016 | Nejlepší streamingový seriál                                                  | Stranger Things | vítězství         |               |
| IGN People's Choice Awards                   | 2017 | Nejlepší akční seriál                                                         | Stranger Things | nominace          |               |
| IGN People's Choice Awards                   | 2017 | Nejlepší dramatický výkon v televizi                                          | Millie Bobby Brownová | vítězství         |               |
| IGN People's Choice Awards                   | 2017 | Nejlepší televizní epizoda                                                    | „Kapitola devátá: Brána“ | nominace          |               |
| Kids' Choice Awards                          | 2018 | Nejoblíbenější televizní herečka                                              | Millie Bobby Brownová | vítězství         |               |
| Kids' Choice Awards                          | 2018 | Nejoblíbenější televizní pořad                                                | Stranger Things | vítězství         |               |
| Kids' Choice Awards                          | 2019 | Nejoblíbenější televizní herečka                                              | Millie Bobby Brownová | nominace          |               |
| Kids' Choice Awards                          | 2019 | Nejoblíbenější televizní herec                                                | Caleb McLaughlin | nominace          |               |
| Kids' Choice Awards                          | 2019 | Nejoblíbenější dramatický televizní pořad                                     | Stranger Things | nominace          |               |
| Kids' Choice Awards                          | 2020 | Nejoblíbenější rodinný televizní pořad                                        | Stranger Things | vítězství         |               |
| Kids' Choice Awards                          | 2020 | Nejoblíbenější televizní herečka                                              | Millie Bobby Brownová | vítězství         |               |
| Kids' Choice Awards                          | 2020 | Nejoblíbenější televizní herec                                                | Caleb McLaughlin | nominace          |               |
| Kids' Choice Awards                          | 2021 | Nejoblíbenější rodinný pořad                                                  | Stranger Things | vítězství         |               |
| Kids' Choice Awards                          | 2021 | Nejoblíbenější televizní herečka                                              | Millie Bobby Brownová | vítězství         |               |
| Kids' Choice Awards                          | 2021 | Nejoblíbenější televizní herec                                                | Caleb McLaughlin | nominace          |               |
| Kids' Choice Awards                          | 2021 | Nejoblíbenější televizní herec                                                | Finn Wolfhard | nominace          |               |
| Kids' Choice Awards                          | 2023 | Nejoblíbenější rodinný pořad                                                  | Stranger Things | nominace          | [ 57 ]        |
| Kids' Choice Awards                          | 2023 | Nejoblíbenější televizní herečka v rodinném pořadu                            | Millie Bobby Brownová | nominace          | [ 57 ]        |
| Kids' Choice Awards                          | 2023 | Nejoblíbenější televizní herečka v rodinném pořadu                            | Sadie Sink | nominace          | [ 57 ]        |
| Kids' Choice Awards                          | 2023 | Nejoblíbenější televizní herec v rodinném pořadu                              | Gaten Matarazzo | nominace          | [ 57 ]        |
| Kids' Choice Awards                          | 2023 | Nejoblíbenější televizní herec v rodinném pořadu                              | Caleb McLaughlin | nominace          | [ 57 ]        |
| Kids' Choice Awards                          | 2023 | Nejoblíbenější televizní herec v rodinném pořadu                              | Finn Wolfhard | vítězství         | [ 57 ]        |
| Location Managers Guild Awards               | 2017 | Nejlepší lokace v periodickém seriálu                                         | Tony Holley | nominace          |               |
| Location Managers Guild Awards               | 2018 | Nejlepší lokace v periodickém seriálu                                         | Tony Holley, Kyle Carey | nominace          |               |
| Location Managers Guild Awards               | 2022 | Nejlepší lokace v periodickém seriálu                                         | Tony Holley, Kyle A. Carey, John Lucas, Jonas Spokas, Vytautas Riabovas | vítězství         | [ 58 ] [ 59 ] |
| Make-Up Artists & Hair Stylists Guild Awards | 2017 | Nejlepší masky (periodický) – televize                                        | Amy L. Forsythe, Samantha Smith | nominace          |               |
| Make-Up Artists & Hair Stylists Guild Awards | 2017 | Nejlepší účes (periodický) – televize                                         | Sarah Hindsgaul, Evelyn Roach | nominace          |               |
| Make-Up Artists & Hair Stylists Guild Awards | 2018 | Nejlepší masky (periodický) – televize                                        | Amy L. Forsythe, Jillian Erickson | nominace          |               |
| Make-Up Artists & Hair Stylists Guild Awards | 2018 | Nejlepší účes (periodický) – televize                                         | Amy L. Forsythe, Jillian Erickson | nominace          |               |
| Make-Up Artists & Hair Stylists Guild Awards | 2023 | Nejlepší masky (periodický) – televize                                        | Amy L. Forsythe, Devin Morales, Lisa Poe, Nataleigh Verrengia | nominace          | [ 60 ]        |
| Make-Up Artists & Hair Stylists Guild Awards | 2023 | Nejlepší speciální make-up efekty                                             | Barrie Gower, Duncan Jarman, Patt Foad, Paula Eden | nominace          | [ 60 ]        |
| MTV Millennial Awards                        | 2017 | Televizní seriál roku                                                         | Stranger Things | vítězství         |               |
| MTV Movie & TV Awards                        | 2017 | Televizní seriál roku                                                         | Stranger Things | vítězství         |               |
| MTV Movie & TV Awards                        | 2017 | Nejlepší herec/herečka v seriálu                                              | Millie Bobby Brownová | vítězství         |               |
| MTV Movie & TV Awards                        | 2017 | Nejlepší zloduch                                                              | Demogorgon | nominace          |               |
| MTV Movie & TV Awards                        | 2017 | Nejlepší hrdina                                                               | Millie Bobby Brownová | nominace          |               |
| MTV Movie & TV Awards                        | 2018 | Nejlepší polibek                                                              | Finn Wolfhard, Millie Bobby Brownová | nominace          |               |
| MTV Movie & TV Awards                        | 2018 | Nejlepší hudební moment                                                       | Mike a Jedenáctka tančí na písničku „Every Breath You Take“ – Stranger Things | vítězství         |               |
| MTV Movie & TV Awards                        | 2018 | Nejlepší tým                                                                  | Gaten Matarazzo, Finn Wolfhard, Caleb McLaughlin, Noah Schnapp, Sadie Sink | nominace          |               |
| MTV Movie & TV Awards                        | 2018 | Nejlepší herecký výkon v seriálu                                              | Millie Bobby Brownová | vítězství         |               |
| MTV Movie & TV Awards                        | 2018 | Seriál roku                                                                   | Stranger Things | vítězství         |               |
| MTV Movie & TV Awards                        | 2018 | Nejstrašidelnější výkon                                                       | Noah Schnapp | vítězství         |               |
| MTV Movie & TV Awards                        | 2018 | Zloděj scén                                                                   | Dacre Montgomery | nominace          |               |
| MTV Movie & TV Awards                        | 2023 | Nejlepší seriál                                                               | Stranger Things | nominace          | [ 61 ]        |
| MTV Movie & TV Awards                        | 2023 | Nejlepší výkon v seriálu                                                      | Sadie Sink | nominace          | [ 61 ]        |
| MTV Movie & TV Awards                        | 2023 | Nejlepší zloduch                                                              | Jamie Campbell Bower | nominace          | [ 61 ]        |
| MTV Movie & TV Awards                        | 2023 | Nejlepší hrdina                                                               | Jamie Campbell Bower vs Millie Bobby Brownová | nominace          | [ 61 ]        |
| MTV Movie & TV Awards                        | 2023 | Nejlepší průlomový výkon                                                      | Joseph Quinn | vítězství         | [ 61 ]        |
| MTV Movie & TV Awards                        | 2023 | Nejlepší obsazení                                                             | Stranger Things | vítězství         | [ 61 ]        |
| NAACP Image Awards                           | 2018 | Nejlepší mladý herec                                                          | Caleb McLaughlin | vítězství         |               |
| National Television Awards                   | 2017 | Nejlepší periodický program                                                   | Stranger Things | nominace          |               |
| NME Awards                                   | 2017 | Nejlepší televizní seriál                                                     | Stranger Things | nominace          |               |
| NME Awards                                   | 2018 | Nejlepší televizní seriál                                                     | Stranger Things | vítězství         |               |
| Peabody Awards                               | 2017 | Nejlepší zábavný pořad                                                        | Stranger Things | nominace          |               |
| Peabody Awards                               | 2019 | Nejlepší zábavný pořad                                                        | Stranger Things | vítězství         |               |
| People's Choice Awards                       | 2017 | Nejoblíbenější televizní seriál                                               | Stranger Things | nominace          |               |
| People's Choice Awards                       | 2017 | Nejoblíbenější seriál prémiové kabelové televize (sci-fi/fantasy)             | Stranger Things | nominace          |               |
| People's Choice Awards                       | 2017 | Nejoblíbenější sci-fi/fantasy herečka                                         | Millie Bobby Brownová | nominace          |               |
| People's Choice Awards                       | 2019 | Nejoblíbenější seriál, který stojí za zhlédnutí                               | Stranger Things | nominace          |               |
| People's Choice Awards                       | 2019 | Pořad roku                                                                    | Stranger Things | vítězství         |               |
| People's Choice Awards                       | 2019 | Nejoblíbenější dramatický seriál                                              | Stranger Things | vítězství         |               |
| People's Choice Awards                       | 2019 | Nejoblíbenější ženská seriálová hvězda                                        | Millie Bobby Brownová | vítězství         |               |
| People's Choice Awards                       | 2019 | Nejoblíbenější seriálová hvězda – drama                                       | Millie Bobby Brownová | nominace          |               |
| People's Choice Awards                       | 2019 | Nejoblíbenější mužská seriálová hvězda                                        | Finn Wolfhard | nominace          |               |
| People's Choice Awards                       | 2019 | Nejoblíbenější sci-fi/fantasy seriál                                          | Stranger Things | nominace          |               |
| People's Choice Awards                       | 2022 | Nejoblíbenější ženská seriálová hvězda                                        | Millie Bobby Brownová | nominace          | [ 62 ]        |
| People's Choice Awards                       | 2022 | Nejoblíbenější mužská seriálová hvězda                                        | Noah Schnapp | vítězství         | [ 62 ]        |
| People's Choice Awards                       | 2022 | Nejoblíbenější sci-fi/fantasy seriál                                          | Stranger Things | vítězství         | [ 62 ]        |
| People's Choice Awards                       | 2022 | Pořad roku                                                                    | Stranger Things | vítězství         | [ 62 ]        |
| Primetime Creative Arts Emmy Awards          | 2017 | Nejlepší casting dramatického seriálu                                         | Carmen Cuba, Tara Feldstein, Chase Paris | vítězství         |               |
| Primetime Creative Arts Emmy Awards          | 2017 | Nejlepší kamera – hodinový seriál                                             | Times Ives (za „Kapitola osmá: Vzhůru nohama“) | nominace          |               |
| Primetime Creative Arts Emmy Awards          | 2017 | Nejlepší hostující herečka v dramatickém seriálu                              | Shannon Purser (za „Kapitola třetí: Šťastné a veselé“) | nominace          |               |
| Primetime Creative Arts Emmy Awards          | 2017 | Nejlepší účes jedno-kamerovém seriálu                                         | Sarah Hindsgaul, Evelyn Roach (za „Kapitola druhá: Pošuk na Maple Street“) | nominace          |               |
| Primetime Creative Arts Emmy Awards          | 2017 | Vynikající design hlavního názvu                                              | Michelle Dougherty, Peter Frankfurt, Arisu Kashiwagi, Eric Demeusy | vítězství         |               |
| Primetime Creative Arts Emmy Awards          | 2017 | Vynikající masky jedno-kamerového seriálu (neprotetické)                      | Myke Michaels, Teresa Vest (za „Kapitola šestá: Příšera“) | nominace          |               |
| Primetime Creative Arts Emmy Awards          | 2017 | Nejlepší hudební supervize                                                    | Nora Felder (za „Kapitola druhá: Pošuk na Maple Street“) | nominace          |               |
| Primetime Creative Arts Emmy Awards          | 2017 | Nejlepší úvodní hudební tematika                                              | Michael Stein, Kyle Dixon | vítězství         |               |
| Primetime Creative Arts Emmy Awards          | 2017 | Nejlepší výrobní design pro současný narativní pořad (jedna hodina nebo více) | Chris Trujillo, William Davis, Jess Royal (za „Kapitola první: Zmizení Willa Byerse“) | nominace          |               |
| Primetime Creative Arts Emmy Awards          | 2017 | Nejlepší střih jedno-kamerového dramatického seriálu                          | Dean Zimmerman (za „Kapitola první: Zmizení Willa Byerse“) | vítězství         |               |
| Primetime Creative Arts Emmy Awards          | 2017 | Nejlepší střih jedno-kamerového dramatického seriálu                          | Kevin D. Ross (za „Kapitola osmá: Vana“) | nominace          |               |
| Primetime Creative Arts Emmy Awards          | 2017 | Nejlepší editace zvuku jednohodinového dramatického nebo komediálního seriálu | Bradley North, Craig Henighan, Jordan Wilby, Jonathan Golodner, Tiffany S. Griffth, Sam Munoz, David Klotz, Noel Vought, Ginger Geary (za „Kapitola osmá: Vzhůru nohama“) | vítězství         |               |
| Primetime Creative Arts Emmy Awards          | 2017 | Nejlepší zvuk jednohodinového dramatického nebo komediálního seriálu          | Joe Barnett, Adam Jenkins, Chris Durfy, and Bill Higley (za „Kapitola osmá: Vzhůru nohama“) | nominace          |               |
| Primetime Creative Arts Emmy Awards          | 2018 | Nejlepší casting dramatického seriálu                                         | Carmen Cuba, Tara Feldstein, Chase Paris | nominace          |               |
| Primetime Creative Arts Emmy Awards          | 2018 | Nejlepší kamera – hodinový seriál                                             | Tim Ives (za „Kapitola první: MADMAX“) | nominace          |               |
| Primetime Creative Arts Emmy Awards          | 2018 | Nejlepší hudební supervize                                                    | Nora Felder (za „Kapitola druhá: Koledu, ty exote“) | nominace          |               |
| Primetime Creative Arts Emmy Awards          | 2018 | Nejlepší střih jedno-kamerového dramatického seriálu                          | Kevin D. Ross (za „Kapitola devátá: Brána“) | nominace          |               |
| Primetime Creative Arts Emmy Awards          | 2018 | Nejlepší editace zvuku jednohodinového dramatického nebo komediálního seriálu | Bradley North, Craig Henighan, Tiffany S. Griffith, Jordan B. Wilby, David Werntz, Antony Zeller, David Klotz, Zane Bruce, Lindsay Pepper (za „Kapitola osmá: Ovladač mysli“) | vítězství         |               |
| Primetime Creative Arts Emmy Awards          | 2018 | Nejlepší zvuk jednohodinového dramatického nebo komediálního seriálu          | Joe Barnett, Adam Jenkins, Michael P. Clark, Bill Higley (za „Kapitola osmá: Ovladač mysli“) | nominace          |               |
| Primetime Creative Arts Emmy Awards          | 2018 | Nejlepší speciální vizuální efekty                                            | Paul Graff, Christina Graff, Michael Maher, Fred Raimondi, Seth Hill, Joel Sevilla, Alex Young, Steven Michael Dinozzi, Caius Man (za „Kapitola devátá: Brána“) | nominace          |               |
| Primetime Creative Arts Emmy Awards          | 2020 | Nejlepší interaktivní rozšíření lineárního programu                           | Scoops Ahoy: Operation Scoop Snoop | nominace          |               |
| Primetime Creative Arts Emmy Awards          | 2020 | Nejlepší hudební supervize                                                    | Nora Felder (za „Kapitola třetí: Případ zmizelé plavčice“) | nominace          |               |
| Primetime Creative Arts Emmy Awards          | 2020 | Nejlepší editace zvuku jednohodinového dramatického nebo komediálního seriálu | Craig Henighan, William Files, Ryan Cole, Kerry Dean Williams, Angelo Palazzo, Katie Halliday, David Klotz, Steve Baine (za „Kapitola osmá: Bitva u Starcourtu“) | vítězství         |               |
| Primetime Creative Arts Emmy Awards          | 2020 | Nejlepší zvuk jednohodinového dramatického nebo komediálního seriálu          | Michael Rayle, Mark Paterson, William Files, Craig Henighan (za „Kapitola osmá: Bitva u Starcourtu“) | nominace          |               |
| Primetime Creative Arts Emmy Awards          | 2020 | Nejlepší speciální vizuální efekty                                            | Paul Graff, Gayle Busby, Tom Ford, Michael Maher Jr., Martin Pelletier, Berter Orpak, Yvon Jardel, Nathan Arbuckle, Caius Man (za „Kapitola osmá: Bitva u Starcourtu“) | nominace          |               |
| Primetime Creative Arts Emmy Awards          | 2020 | Nejlepší střih jedno-kamerového dramatického seriálu                          | Dean Zimmerman, Kathryn Naranjo (za „Kapitola osmá: Bitva u Starcourtu“) | nominace          |               |
| Primetime Creative Arts Emmy Awards          | 2020 | Nejlepší kaskadérská koordinace v dramatickém seriálu nebo TV filmu           | Hiro Koda | nominace          | [ 41 ]        |
| Primetime Creative Arts Emmy Awards          | 2022 | Nejlepší kaskadérská koordinace v dramatickém seriálu nebo TV filmu           | Hiro Koda | vítězství         | [ 41 ]        |
| Primetime Creative Arts Emmy Awards          | 2022 | Nejlepší casting dramatického seriálu                                         | Carmen Cuba, Tara Feldstein, Chase Paris | nominace          | [ 41 ]        |
| Primetime Creative Arts Emmy Awards          | 2022 | Nejlepší výrobní design pro současný narativní pořad (jedna hodina nebo více) | Chris Trujillo, Sean Brennan, Jess Royal (za „Kapitola sedmá: Masakr v laboratoři“) | nominace          | [ 41 ]        |
| Primetime Creative Arts Emmy Awards          | 2022 | Nejlepší hudební supervize                                                    | Nora Felder (za „Kapitola čtvrtá: Drahý Billy“) | vítězství         | [ 41 ]        |
| Primetime Creative Arts Emmy Awards          | 2022 | Nejlepší kaskadérský výkon                                                    | Matthew Scheib, Jura Yury Kruze (za „Kapitola čtvrtá: Drahý Billy“) | nominace          | [ 41 ]        |
| Primetime Creative Arts Emmy Awards          | 2022 | Nejlepší speciální vizuální efekty v sérii nebo filmu                         | Michael Maher Jr., Marion Spates, Jabbar Raisani, Terron Pratt, Ashley J. Ward, Julien Hery, Niklas Jacobson, Manolo Mantero, Neil Eskuri | nominace          | [ 41 ]        |
| Primetime Creative Arts Emmy Awards          | 2022 | Nejlepší zvuk jednohodinového dramatického nebo komediálního seriálu          | William Files, Mark Paterson, Craig Henighan, Michael P. Clark (za „Kapitola sedmá: Masakr v laboratoři“) | vítězství         | [ 41 ]        |
| Primetime Creative Arts Emmy Awards          | 2022 | Nejlepší editace zvuku jednohodinového dramatického nebo komediálního seriálu | Craig Henighan, William Files, Ryan Cole, Korey Pereira, Angelo Palazzo, Katie Halliday, Ken McGill, Steven Baine, David Klotz, Lena Glikson-Nezhelskaya (za „Kapitola sedmá: Masakr v laboratoři“) | vítězství         | [ 41 ]        |
| Primetime Creative Arts Emmy Awards          | 2022 | Nejlepší protetické masky                                                     | Barrie Gower, Duncan Jarman, Mike Mekash, Eric Garcia, Nix Herrera (za „Kapitola čtvrtá: Drahý Billy“) | vítězství         | [ 41 ]        |
| Primetime Creative Arts Emmy Awards          | 2022 | Nejlepší periodické masky a/nebo masky charakterů                             | Amy L. Forsythe, Devin Morales, Leo Satkovitch, Nataleigh Verrengia, Rocco Gaglioti, Lisa Poe, Benji Dove, Jan Rooney (za „Kapitola druhá: Vecnova kletba“) | nominace          | [ 41 ]        |
| Primetime Creative Arts Emmy Awards          | 2022 | Nejlepší periodický účes a/nebo účes charakterů                               | Sarah Hindsgaul, Katrina Suhre, Brynn Berg, Dena Gibson, Jamie Freeman, Tariq Furgerson, Chase Heard, Charles Grico (za „Kapitola sedmá: Masakr v laboratoři“) | nominace          | [ 41 ]        |
| Primetime Creative Arts Emmy Awards          | 2022 | Nejlepší střih jedno-kamerového dramatického seriálu                          | Dean Zimmerman, Casey Cichocki (za „Kapitola čtvrtá: Drahý Billy“) | nominace          | [ 41 ]        |
| Primetime Creative Arts Emmy Awards          | 2023 | Nejlepší hudební supervize                                                    | Nora Felder (za „Kapitola devátá: Hon na Vecnu“) | dosud nevyhlášeno | [ 63 ]        |
| Primetime Creative Arts Emmy Awards          | 2023 | Nejlepší periodické masky a/nebo masky charakterů                             | Amy L. Forsythe, Devin Morales, Erin Keith, Nataleigh Verrengia, Benji Dove, Jan Rooney, Lisa Poe, Rocco Gaglioti Jr. (za „Kapitola devátá: Hon na Vecnu“) | dosud nevyhlášeno | [ 63 ]        |
| Primetime Creative Arts Emmy Awards          | 2023 | Nejlepší editace zvuku jednohodinového dramatického nebo komediálního seriálu | Craig Henighan, William Files, Jill Purdy, Lee Gilmore, Ryan Cole, Korey Pereira, Angelo Palazzo, Katie Halliday, David Klotz, Lena Glikson-Nezhelskaya, Ken McGill, Steve Baine (za „Kapitola devátá: Hon na Vecnu“) | dosud nevyhlášeno | [ 63 ]        |
| Primetime Creative Arts Emmy Awards          | 2023 | Nejlepší zvuk jednohodinového dramatického nebo komediálního seriálu          | Craig Henighan, William Files, Mark Paterson, Michael P. Clark (za „Kapitola devátá: Hon na Vecnu“) | dosud nevyhlášeno | [ 63 ]        |
| Primetime Creative Arts Emmy Awards          | 2023 | Nejlepší kaskadérský výkon                                                    | Jahnel Curfman, Niko Dalman, Shannon Beshears (za „Kapitola devátá: Hon na Vecnu“) | dosud nevyhlášeno | [ 63 ]        |
| Primetime Creative Arts Emmy Awards          | 2023 | Nejlepší kaskadérský výkon                                                    | Courtney Schwartz, Michelle Andrea Adams (za „Kapitola devátá: Hon na Vecnu“) | dosud nevyhlášeno | [ 63 ]        |
| Producers Guild of America Awards            | 2016 | Cena Normana Feltona pro producenta roku v kategorii dramatických seriálů     | Matt Duffer, Ross Duffer, Shawn Levy, Dan Cohen, Iain Paterson | vítězství         |               |
| Producers Guild of America Awards            | 2017 | Cena Normana Feltona pro producenta roku v kategorii dramatických seriálů     | Matt Duffer, Ross Duffer, Shawn Levy, Dan Cohen, and Iain Paterson | nominace          |               |
| Satellite Awards                             | 2017 | Nejlepší ženský herecký výkon v dramatickém seriálu                           | Winona Ryder | nominace          |               |
| Satellite Awards                             | 2017 | Nejlepší žánrový televizní seriál                                             | Stranger Things | nominace          |               |
| Satellite Awards                             | 2018 | Nejlepší žánrový televizní seriál                                             | Stranger Things | nominace          |               |
| Satellite Awards                             | 2020 | Nejlepší žánrový televizní seriál                                             | Stranger Things | vítězství         |               |
| Satellite Awards                             | 2023 | Nejlepší žánrový televizní seriál                                             | Stranger Things | nominace          |               |
| Cena Saturn                                  | 2017 | Nejlepší seriál nových médií                                                  | Stranger Things | vítězství         |               |
| Cena Saturn                                  | 2017 | Nejlepší ženský herecký výkon v seriálu                                       | Winona Ryder | nominace          |               |
| Cena Saturn                                  | 2017 | Nejlepší mladá herečka v seriálu                                              | Millie Bobby Brownová | vítězství         |               |
| Cena Saturn                                  | 2018 | Nejlepší seriál nových médií                                                  | Stranger Things | nominace          |               |
| Cena Saturn                                  | 2018 | Nejlepší mladá herečka v seriálu                                              | Millie Bobby Brownová | nominace          |               |
| Cena Saturn                                  | 2019 | Nejlepší hororový a thrillerový seriál                                        | Stranger Things | vítězství         |               |
| Cena Saturn                                  | 2019 | Nejlepší herečka ve vedlejší roli streamovaného seriálu                       | Maya Hawkeová | vítězství         |               |
| Cena Saturn                                  | 2022 | Nejlepší hororový a thrillerový seriál                                        | Stranger Things | vítězství         | [ 64 ]        |
| Cena Saturn                                  | 2022 | Nejlepší herečka ve streamovaném seriálu                                      | Millie Bobby Brownová | nominace          | [ 64 ]        |
| Cena Saturn                                  | 2022 | Nejlepší herec ve vedlejší roli ve streamovaném seriálu                       | Joseph Quinn | nominace          | [ 64 ]        |
| Cena Saturn                                  | 2022 | Nejlepší výkon mladého herce/herečky ve streamovaném seriálu                  | Gaten Matarazzo | nominace          | [ 64 ]        |
| Cena Saturn                                  | 2022 | Nejlepší výkon mladého herce/herečky ve streamovaném seriálu                  | Sadie Sink | nominace          | [ 64 ]        |
| Cena Saturn                                  | 2022 | Nejlepší výkon v hostující roli ve streamovaném seriálu                       | Robert Englund | nominace          | [ 64 ]        |
| Cena Sdružení filmových a televizních herců  | 2017 | Nejlepší ženský herecký výkon (drama)                                         | Millie Bobby Brownová | nominace          |               |
| Cena Sdružení filmových a televizních herců  | 2017 | Nejlepší ženský herecký výkon (drama)                                         | Winona Ryder | nominace          |               |
| Cena Sdružení filmových a televizních herců  | 2017 | Nejlepší obsazení (drama)                                                     | Millie Bobby Brownová, Cara Buono, Joe Chrest, Natalia Dyer, David Harbour, Charlie Heaton, Joe Keery, Gaten Matarazzo, Caleb McLaughlin, Matthew Modine, Rob Morgan, Shannon Purser, John Paul Reynolds, Winona Ryder, Noah Schnapp, Mark Steger, Finn Wolfhard                                                           | vítězství         |               |
| Cena Sdružení filmových a televizních herců  | 2018 | Nejlepší ženský herecký výkon (drama)                                         | Millie Bobby Brownová | nominace          |               |
| Cena Sdružení filmových a televizních herců  | 2018 | Nejlepší mužský herecký výkon (drama)                                         | David Harbour | nominace          |               |
| Cena Sdružení filmových a televizních herců  | 2018 | Nejlepší obsazení (drama)                                                     | Sean Astin, Millie Bobby Brownová, Cara Buono, Joe Chrest, Catherine Curtin, Natalia Dyer, David Harbour, Charlie Heaton, Joe Keery, Gaten Matarazzo, Caleb McLaughlin, Dacre Montgomery, Paul Reiser, Winona Ryder, Noah Schnapp, Sadie Sink, Finn Wolfhard                                                               | nominace          |               |
| Cena Sdružení filmových a televizních herců  | 2018 | Nejlepší kaskadérský výkon v televizním seriálu                               | Max Calder, Crystal Hooks, Kathryn Howard, Cal Johnson, Jason Kehler, Jo Jo Lambert, Anderson Martin, Lonnie R. Smith, Jr | nominace          |               |
| Cena Sdružení filmových a televizních herců  | 2020 | Nejlepší mužský herecký výkon (drama)                                         | David Harbour | nominace          |               |
| Cena Sdružení filmových a televizních herců  | 2020 | Nejlepší obsazení (drama)                                                     | Millie Bobby Brownová, Cara Buono, Jake Busey, Natalia Dyer, Cary Elwes, Priah Ferguson, Brett Gelman, David Harbour, Maya Hawkeová, Charlie Heaton, Andrey Ivchenko, Joe Keery, Gaten Matarazzo, Caleb McLaughlin, Dacre Montgomery, Michael Park, Francesca Reale, Winona Ryder, Noah Schnapp, Sadie Sink, Finn Wolfhard | nominace          |               |
| Cena Sdružení filmových a televizních herců  | 2020 | Nejlepší kaskadérský výkon v televizním seriálu                               | Stranger Things | nominace          |               |
| Cena Sdružení filmových a televizních herců  | 2023 | Nejlepší kaskadérský výkon v televizním seriálu                               | Stranger Things | vítězství         | [ 65 ]        |
| Set Decorators Society of America Awards     | 2022 | Nejlepší dekor/design hodinového fantasy nebo sci-fi seriálu                  | Jess Royal, Chris Trujillo | vítězství         | [ 66 ]        |
| Shorty Awards                                | 2017 | Nejlepší televizní pořad                                                      | Stranger Things | nominace          | [ 67 ]        |
| Shorty Awards                                | 2017 | Nejlepší herec                                                                | Gaten Matarazzo | vítězství         | [ 67 ]        |
| Society of Camera Operators Awards           | 2017 | Kamera roku – televize                                                        | Bob Gorelick | nominace          |               |
| Society of Camera Operators Awards           | 2018 | Kamera roku – televize                                                        | Bob Gorelick | nominace          |               |
| Ceny asociace televizních kritiků            | 2017 | Vynikající úspěch v dramatu                                                   | Stranger Things | nominace          |               |
| Ceny asociace televizních kritiků            | 2017 | Vynikající nový pořad                                                         | Stranger Things | nominace          |               |
| Ceny asociace televizních kritiků            | 2017 | Pořad roku                                                                    | Stranger Things | nominace          |               |
| Teen Choice Awards                           | 2017 | Průlomový pořad                                                               | Stranger Things | nominace          |               |
| Teen Choice Awards                           | 2017 | Průlomová hvězda                                                              | Millie Bobby Brownová | nominace          |               |
| Teen Choice Awards                           | 2017 | Průlomová hvězda                                                              | Finn Wolfhard | nominace          |               |
| Teen Choice Awards                           | 2017 | Sci-fi/Fantasy seriál                                                         | Stranger Things | nominace          |               |
| Teen Choice Awards                           | 2018 | Výbuch vzteku                                                                 | Joe Keery | nominace          |               |
| Teen Choice Awards                           | 2018 | Polibek                                                                       | Millie Bobby Brownová a Finn Wolfhard | nominace          |               |
| Teen Choice Awards                           | 2018 | Zloděj scén                                                                   | Charlie Heaton | nominace          |               |
| Teen Choice Awards                           | 2018 | Sci-fi/Fantasy herec                                                          | Gaten Matarazzo | nominace          |               |
| Teen Choice Awards                           | 2018 | Sci-fi/Fantasy herec                                                          | Finn Wolfhard | nominace          |               |
| Teen Choice Awards                           | 2018 | Sci-fi/Fantasy herečka                                                        | Millie Bobby Brownová | vítězství         |               |
| Teen Choice Awards                           | 2018 | Sci-fi/Fantasy pořad                                                          | Stranger Things | nominace          |               |
| Teen Choice Awards                           | 2018 | Chemie                                                                        | Millie Bobby Brownová a Finn Wolfhard | nominace          |               |
| Teen Choice Awards                           | 2018 | Zloduch                                                                       | Mozkožrout | nominace          |               |
| Teen Choice Awards                           | 2020 | Letní seriálový herec                                                         | Gaten Matarazzo | nominace          |               |
| Teen Choice Awards                           | 2020 | Letní seriálový herec                                                         | Caleb McLaughlin | nominace          |               |
| Teen Choice Awards                           | 2020 | Letní seriálový herec                                                         | Noah Schnapp | vítězství         |               |
| Teen Choice Awards                           | 2020 | Letní seriálový herec                                                         | Finn Wolfhard | nominace          |               |
| Teen Choice Awards                           | 2020 | Letní seriálová herečka                                                       | Millie Bobby Brownová | vítězství         |               |
| Teen Choice Awards                           | 2020 | Letní seriál                                                                  | Stranger Things | vítězství         |               |
| Televizní cena Britské akademie              | 2017 | Nejlepší mezinárodní pořad                                                    | Bratři Dufferovi, Shawn Levy, Dan Cohen | nominace          |               |
| Visual Effects Society Awards                | 2017 | Nejlepší speciální efekty ve fotoreálné epizodě                               | Marc Kolbe, Aaron Sims, Olcun Tan (za „Demogorgona“) | nominace          |               |
| Visual Effects Society Awards                | 2018 | Nejlepší vytvořené prostředí v epizodě, reklamě nebo projektu                 | Saul Galbiati, Michael Maher, Seth Cobb, Kate McFadden (za „Kapitola devátá: Brána“) | nominace          |               |
| Visual Effects Society Awards                | 2018 | Nejlepší speciální efekty ve fotoreálné epizodě                               | Paul Graff, Christina Graff, Seth Hill, Joel Sevilla, Caius the Man (za „Kapitola devátá: Brána“) | nominace          |               |
| Visual Effects Society Awards                | 2020 | Nejlepší animovaný charakter v epizodě nebo projektu                          | Joseph Dubé-Arsenault, Antoine Barthod, Frederick Gagnon, Xavier Lafarge (za „monstrum Toma/Bruce“) | vítězství         |               |
| Visual Effects Society Awards                | 2020 | Nejlepší složení v epizodě                                                    | Simon Lehembre, Andrew Kowbell, Karim El-Masry, Miklos Mesterhazy (za „bitvu u Starcourtu“) | nominace          |               |
| Visual Effects Society Awards                | 2020 | Nejlepší efekty v epizodě, reklamě nebo projektu                              | Nathan Arbuckle, Christian Gaumond, James Dong, Aleksander Starkov (za „rozpuštění Toma/Bruce“) | vítězství         |               |
| Visual Effects Society Awards                | 2020 | Nejlepší speciální efekty ve fotoreálné epizodě                               | Paul Graff, Tom Ford, Michael Maher Jr., Martin Pelletier, Andy Sowers (za „Kapitola šestá: Z mnoha jeden“) | nominace          |               |
| Visual Effects Society Awards                | 2023 | Nejlepší speciální efekty ve fotoreálné epizodě                               | Jabbar Raisani, Terron Pratt, Niklas Jacobson, Justin Mitchell, Richard E. Perry (za „Kapitola devátá: Hon na Vecnu“) | nominace          | [ 68 ]        |
| Visual Effects Society Awards                | 2023 | Nejlepší efekty v epizodě, reklamě nebo projektu                              | Ahmad Ghourab, Gavin Templer, Rachel Ajorque, Eri Ohno (za „destrukci Hawkinsu“) | nominace          | [ 68 ]        |
| World Soundtrack Awards                      | 2017 | Nejlepší skladatel roku                                                       | Kyle Dixon, Michael Stein | nominace          |               |
| Writers Guild of America Awards              | 2016 | Nejlepší dramatický seriál                                                    | Paul Dichter, Justin Doble, bratři Dufferovi, Karl Gajdusek, Jessica Mecklenburg, Jessie Nickson-Lopez, Alison Tatlock | nominace          |               |
| Writers Guild of America Awards              | 2016 | Nejlepší nový seriál                                                          | Paul Dichter, Justin Doble, bratři Dufferovi, Karl Gajdusek, Jessica Mecklenburg, Jessie Nickson-Lopez, Alison Tatlock | nominace          |               |
| Writers Guild of America Awards              | 2017 | Nejlepší dramatický seriál                                                    | Paul Dichter, Justin Doble, Matt Duffer, Ross Duffer, Jessie Nickson-Lopez, Kate Trefry | nominace          |               |
| Young Artist Awards                          | 2017 | Nejlepší výkon v televizním seriálu nebo filmu – teenagerský herec            | Gaten Matarazzo | nominace          |               |
| Young Artist Awards                          | 2017 | Nejlepší výkon v televizním seriálu nebo filmu – teenagerský herec            | Caleb McLaughlin | nominace          |               |
| Young Artist Awards                          | 2017 | Nejlepší výkon v televizním seriálu nebo filmu – teenagerský herec            | Finn Wolfhard | nominace          |               |
| Young Artist Awards                          | 2017 | Nejlepší výkon v televizním seriálu nebo filmu – teenagerská herečka          | Natalia Dyer | nominace          |               |
| Young Artist Awards                          | 2017 | Nejlepší výkon v televizním seriálu nebo filmu – mladý herec                  | Noah Schnapp | nominace          |               |
| Young Artist Awards                          | 2017 | Nejlepší výkon v televizním seriálu nebo filmu – mladá herečka                | Millie Bobby Brownová | nominace          |               |
| Zlatý glóbus                                 | 2017 | Nejlepší televizní seriál (drama)                                             | Stranger Things | nominace          | [ 69 ]        |
| Zlatý glóbus                                 | 2017 | Nejlepší ženský herecký výkon v seriálu (drama)                               | Winona Ryder | nominace          | [ 69 ]        |
| Zlatý glóbus                                 | 2018 | Nejlepší televizní seriál (drama)                                             | Stranger Things | nominace          | [ 70 ]        |
| Zlatý glóbus                                 | 2018 | Nejlepší mužský herecký výkon ve vedlejší roli                                | David Harbour | nominace          | [ 70 ]        |